# Homecoming (пісня Каньє Веста)
«Homecoming» — пісня американського репера Каньє Веста, випущена як сингл студійного альбому Graduation 2007 року. Пісня була спродюсована Каньє Вестом разом з Уорріном «Baby Dubb» Кемпбеллом і містить вокал Кріса Мартіна з британського альтернативного рок-гурту Coldplay. «Homecoming» написана як триб'ют, присвячений рідному місту Каньє Веста Чикаго, штат Іллінойс. Його концептуальний ліризм виражає розширену метафору, де він уособлює Чикаго як кохану людину з дитинства, щоб передати його стосунки з містом.
Незважаючи на те, що вона мала стати головним синглом у Graduation, пісня була випущена як п’ятий і останній сингл з альбому 18 лютого 2008 року. Сингл мав помірний комерційний успіх у Сполучених Штатах і Канаді. Він був більш успішним за кордоном, потрапивши до першої двадцятки європейських чартів і досягнувши першої десятки в Ірландії та Сполученому Королівстві. «Homecoming» отримав платиновий сертифікат Асоціації звукозаписної компанії Америки (RIAA).

## Передісторія

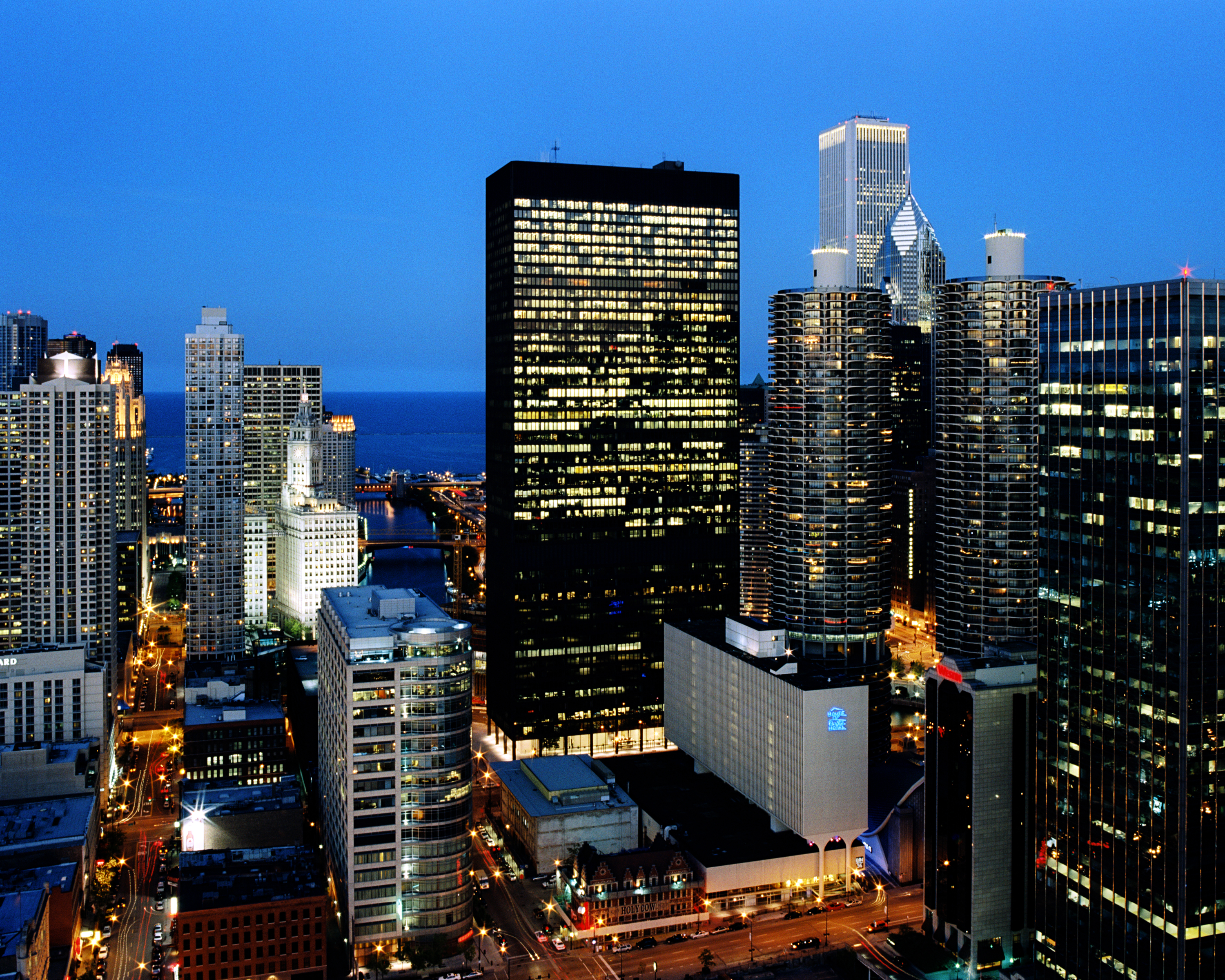
Рідне місто Каньє Веста Чикаго (штат Іллінойс).

«Homecoming» — це пеерероблений трек «Home (Windy)», вперше з'явився на демозаписі 2001 року. «Home (Windy)» поширювався під новою назвою «Home» на різних мікстейпах, які Каньє Вест випускав протягом багатьох років, починаючи з його мікстейпу Get Well Soon... 2002 року. «Home» також був доступний на ранній копії дебютного студійного альбому Веста The College Dropout. Однак ця версія його першого альбому так і не була випущена через витік інформації за кілька місяців до початкової дати випуску 12 серпня 2003 року. Згодом пісня була перезаписана і випущена на Graduation.

## Музичний стиль
«Homecoming» — це фортепіанний джем із госпелом, який містить різні інструментальні відтінки та вокальні нотки з музичних жанрів, включаючи реггі, паб-рок, пост-панк, нью-вейв і поп-рок. По суті, в основі музичної композиції лежить синтез рідкісного ритмічного пульсу реггі з пронизливою, але чіткою структурою та стислістю пост-панку поряд з вигадливими звуковими ефектами нової хвилі. Крім того, високі приспіви та пронизливий фортепіанний риф створюють привабливі поп-хуки та свіжі мелодії, які виражають естетику арена-року. Ритмічний інструментарій композиції складається з акордів стаккато фортепіано, ударних із супроводом ударних і синкопованих мелодійних партій басу.

## Критика
Після релізу «Homecoming» отримав неоднозначні відгуки сучасних музичних критиків.
Кілька музичних журналістів поставили під сумнів автентичність «Homecoming» через те, що Кріс Мартін не походить з міста Чикаго. Доріан Лінскі з The Guardian назвав цю пісню «цікаво помилковою ініціативою»: «Якщо ви читаєте реп про те, як виросли в Чикаго, не співайте в дуеті зі співаком із Девону...».

## Комерційний успіх
«Homecoming» досягла своєї найвищої позиції під номером 69 у Billboard Hot 100 на четвертий тиждень у чарті. Кілька тижнів потому, вона зайняла номер п'ятнадцять у чарті Hot Rap Songs. 1 квітня 2015 року «Homecoming» отримала платиновий сертифікат Асоціації звукозаписної індустрії Америки (RIAA) за мільйон продажів через цифрове завантаження.

## Музичне відео
Супровідний музичний кліп на пісню був знятий Хайпом Вільямсом в Чикаго 6 листопада 2007 року. Кліп повністю знятий в чорно-білому режимі, а Вільямс застосував спрощений підхід до візуальних зображень. Для відео Вест одягнувся у дизайнерську фланелеву сорочку Stüssy madras класичного крою під жакетом без рукавів і одягнув куфію як шарф на шию. Кліп демонструє Каньє Веста, який проходить вулицями Чикаго та демонструє його визначні пам’ятки, пам’ятники та людей. Музичне відео було дуже добре сприйняте та схвалено. Він був номінований як найкраще хіп-хоп відео на MTV Video Music Awards 2008 року.

## Список композицій

### CD
1. «Homecoming»
2. «Good Night» (за уч. Mos Def і Al Be Back)

### Вініл
Сторона A
1. «Homecoming» (Album Version)
2. «Homecoming» (Instrumental)

Сторона B
1. «Homecoming» (Album Version)
2. «Homecoming» (Instrumental)

## Чарти
| Чарт (2008)                             | Найвища позиція |
| --------------------------------------- | --------------- |
| Австралія (ARIA)                        | 32              |
| Австрія (Ö3 Austria Top 75)             | 27              |
| Бельгія (Ultratop Flanders)             | 17              |
| Бельгія (Ultratop Wallonia)             | 35              |
| Канада (Canadian Hot 100)               | 79              |
| Данія (Tracklisten)                     | 15              |
| Фінляндія (Suomen virallinen lista)     | 13              |
| Німеччина (Media Control AG)            | 17              |
| Ірландія (IRMA)                         | 5               |
| Нідерланди (Dutch Top 40)               | 26              |
| Нідерланди (Mega Single Top 100)        | 39              |
| Нова Зеландія (RIANZ)                   | 22              |
| Норвегія (VG-lista)                     | 11              |
| Румунія (Romanian Top 100)              | 77              |
| Швеція (Sverigetopplistan)              | 19              |
| Швейцарія (Media Control AG)            | 38              |
| Туреччина (Billboard Türkiye)           | 21              |
| Велика Британія (UK Singles Chart)      | 9               |
| США (Billboard Hot 100)                 | 69              |
| США (Hot R&B/Hip-Hop Songs) (Billboard) | 53              |
| США (Rap Songs) (Billboard)             | 15              |
| США Pop 100 (Billboard)                 | 50              |
| США (Rhythmic) (Billboard)              | 27              |

| Чарт (2008)                 | Найвища позиція |
| --------------------------- | --------------- |
| Australia Urban (ARIA)      | 35              |
| Belgium (Ultratop Flanders) | 85              |
| UK Singles (OCC)            | 91              |

## Сертифікації
| Регіон                                                      | Сертифікація  | Продажі   |
| ----------------------------------------------------------- | ------------- | --------- |
| Австралія (ARIA)                                            | Золотий       | 35 000    |
| Данія (IFPI Denmark)                                        | Платиновий    | 90 000    |
| Німеччина (BVMI)                                            | Золотий       | 150 000   |
| Велика Британія (BPI)                                       | Платиновий    | 600 000   |
| США (RIAA)                                                  | 3× Платиновий | 3 000 000 |
| продажі+прослуховування, що базуються лише на сертифікаціях |               |           |